# Abbaye Saint-Ausone
L'abbaye de Saint-Ausone est une abbaye bénédictine fondée à Angoulême en Charente au XIe siècle.

## Histoire de l'abbaye
Ausone aurait été le premier évêque d'Angoulême. Sa sépulture serait à la limite de la ville à l'emplacement où s'installa l'abbaye bénédictine de femmes.

### Fondation
Elle est placée sous l'égide de saint Ausone et son vocable « Sepultus in confinio urbis, in occidentali parte. »
Les Dames de Saint-Ausone tenaient selon la tradition leur monastère de sainte Calfagie, contemporaine de saint Ausone, le premier évêque d'Angoulême. Le monastère a été créé au bas des remparts, près du tombeau de saint Ausone.

### Évolution du statut
C'est une abbaye bénédictine de femmes.
En souvenir de saint Ausone, l'entrée des évêques dans Angoulême se faisait en cortège du monastère de Saint-Ausone jusqu'à la cathédrale.
La fille illégitime de Charles d'Orléans, Madeleine, fut abbesse de 1476 à 1543.

### Guerres, pillages et destructions
Durant les sièges de la ville en 1568 et en 1573, pendant les guerres de Religion, l'abbaye de Saint-Ausone fut détruite. Les bénédictines se replièrent sur le plateau.

### Deuxième abbaye
Elles s'installèrent au prieuré Notre-Dame de Beaulieu qui existait depuis le XIe siècle, puis achetèrent à Jean Caluau le château de Beaulieu ou de Bellejoie, château qui comprenait deux parties, l'une dite « la Léotardie » (du nom d'un doyen du chapitre cathédral Léotard qui l'avait aménagée), formée d'un bâtiment flanqué de deux tours, et l'autre, plus rapprochée de l'église et dite « château Saint-Gelais » (du nom d'un frère de l'évêque Octavien de Saint-Gelais). Puis elles étendirent progressivement leur domaine jusqu'à l'église paroissiale.
L'église Notre-Dame de Beaulieu, aujourd'hui détruite, était l'église paroissiale de la partie occidentale du plateau. La nef de cette église romane du XIe siècle était longue de 22 mètres et large de 7 mètres. Les bénédictines de Saint-Ausone achetèrent la nef en 1614 pour en faire leur chapelle conventuelle. L'église paroissiale fut réduite au transept et à l'abside.
Elles restèrent dans ces locaux conventuels jusqu'à la Révolution.

## Liste des abbesses
- 11??-1152 : sainte Caléfagie
- 1152-1222 : Alix Ier
- 1222-1225 : Agnès Ier de Pons
- 1225-1260 : Agnès II de Chambon
- 1260-1261 : Marguerite Ier de Mixe de Luxe
- 1261-1284 : Guillemette de Villars
- 1285-1306 : Isabelle Ier
- 1307-1311 : Gillette
- 1311-1312 : Barthélémie Ier
- 1312-1324 : Alix II de Lusignan de La Marche
- 1324-1332 : Pétronille Ier de La Caille
- 1333-1338 : Isabelle II du Tison d’Argence
- 1338-1370 : Barthélémie II Geoffroide de Saint-Amand
- 1370-1383 : Aude
- 1384-1392 : Agnès III
- 1393-1395 : Jeanne Ier
- 1395-1448 : Agnès IV de Montferrand
- 1449-1453 : Marguerite II de Ragos
- 1454-1461 : Marguerite III des Aigues
- 1461-1489 : Marguerite IV de Gaing
- 1489-1490 : Pétronille II de Gaing
- 1490-1519 : Madeleine de Valois-Orléans-Angoulême
- 1519-1533 : Renée Guibert
- 1533-1550 : Marie Paulmier
- 1550-1585 : Barbe de Saint-Gelais de Lusignan de Lansac
- 1585-1587 : Anne d’Arnaud de Chalonne
- 1587-1654 : Luce de Montmorency-Bouteville de Luxe
- 1654-1682 : Charlotte-Catherine d’Aure de Gramont
- 1682-1686 : Angélique d’Espinay de Lignery
- 1686-1711 : Jeanne II de Villelume du Bastiment
- 1711-1747 : Françoise-Gabrielle de Valois-Orléans-Rothelin
- 1747-1759 : Jeanne II Élisabeth-Thérèse de Pérusse des Cars de La Renaudie
- 1759-1766 : Gabrielle-Marthe de Pérusse des Cars de La Renaudie
- 1766-1793 : Marie-Françoise de Durfort de Civrac

Source : Gallia Christiana

### Perte de la fonction religieuse
En 1792, l'église et l'abbaye des bénédictines sont désaffectées et transformées en prison.
Les bâtiments furent utilisés pour une école centrale qui devint ensuite un collège puis un lycée. En 1844, il fut décidé de tout raser pour reconstruire un lycée neuf et mieux adapté sur les plans de l'architecte Paul Abadie (père). La chapelle actuelle a été construite entre 1862 et 1867 par Paul Abadie (fils) sur l'emplacement de l'église paroissiale de la fin du XVIIIe siècle.

## Architecture de l'abbaye

### L’église abbatiale
Avant la reconstruction de l'église de Saint-Ausone en 1864, ont eu lieu des fouilles qui ont permis la découverte de sarcophages.

### Les bâtiments monastiques
Il n'en reste rien.

## Activité
L'église paroissiale a été reconstruite à l'emplacement de l'abbaye.

## Bibliothèque Saint-Ausone
Située en bas et à l'extérieur des remparts, elle constitue avec les archives un des bâtiments de l'archevêché. Ils comportent aussi un cloître et de nombreuses annexes dont un pigeonnier.

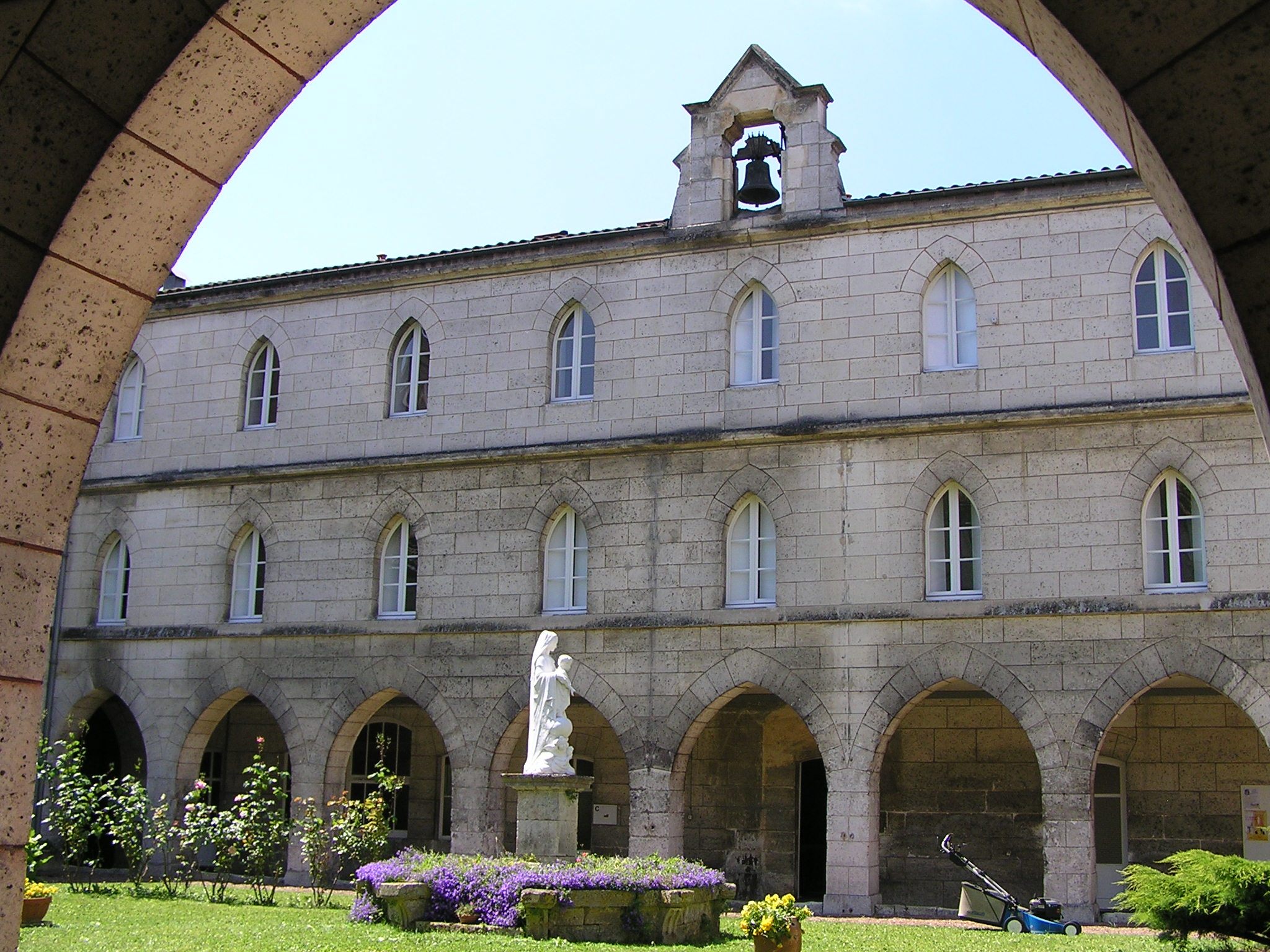
Cloître.
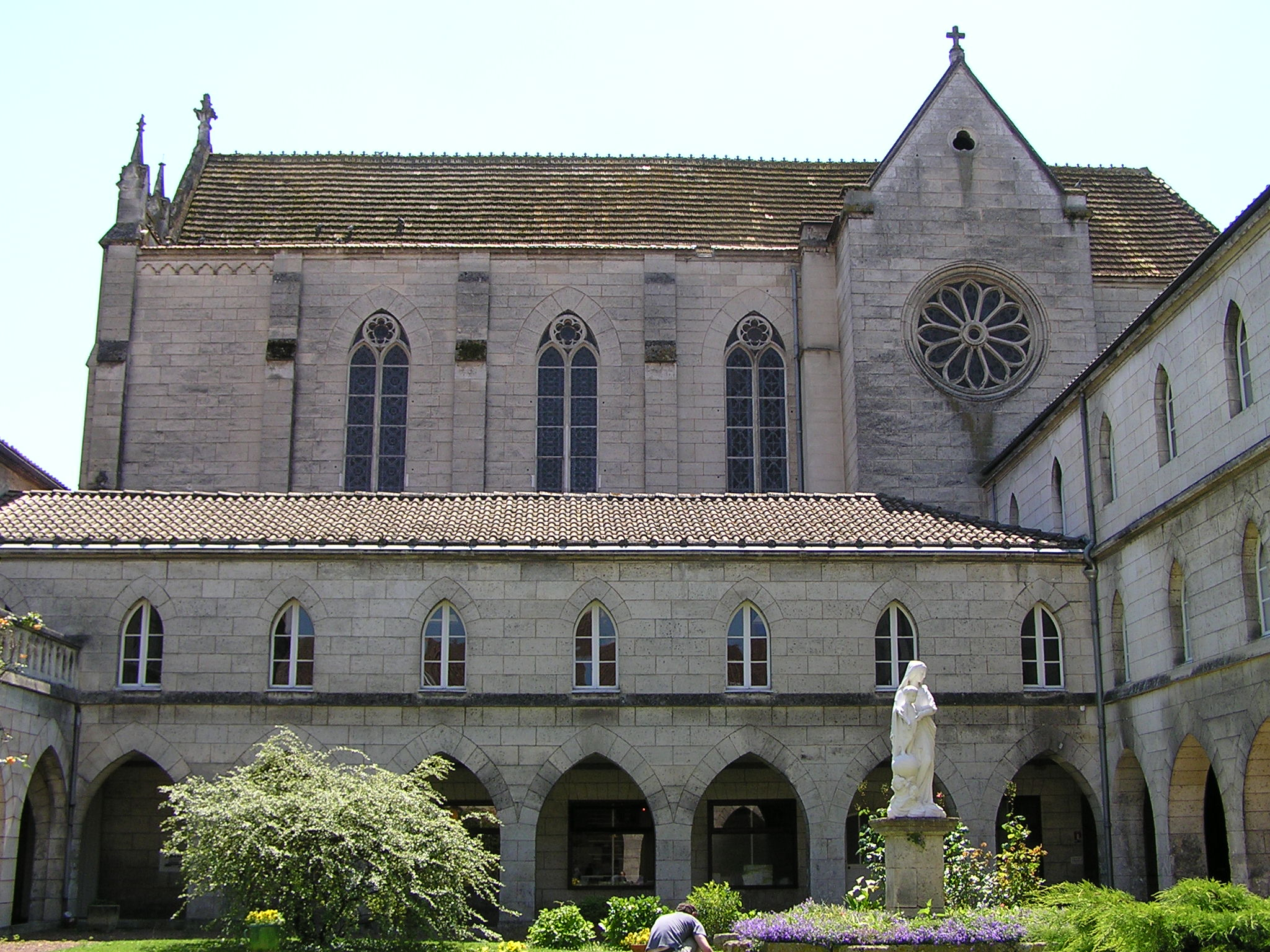
Autre côté du cloître.
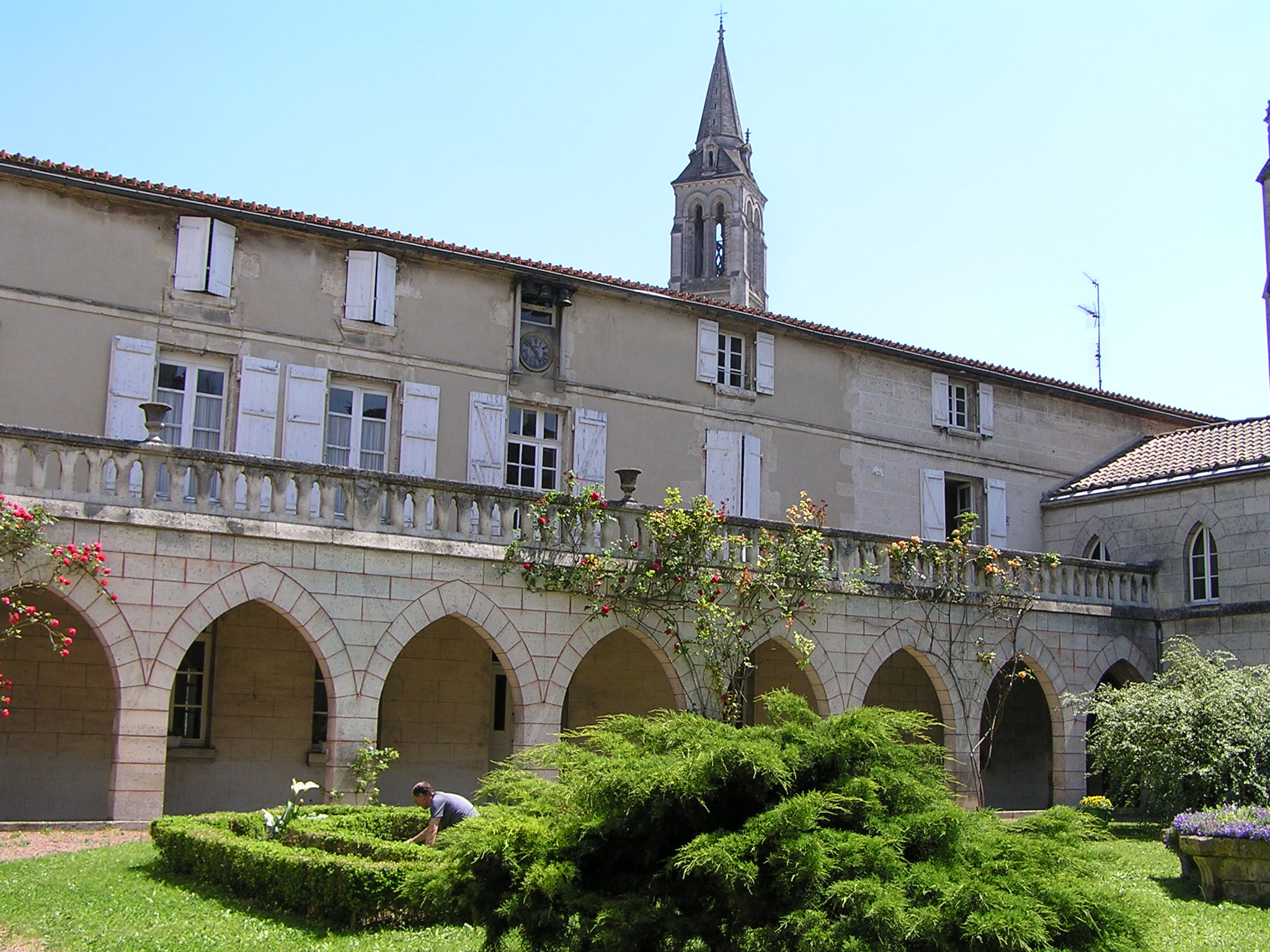
Clocher de l'église qui est près des remparts.
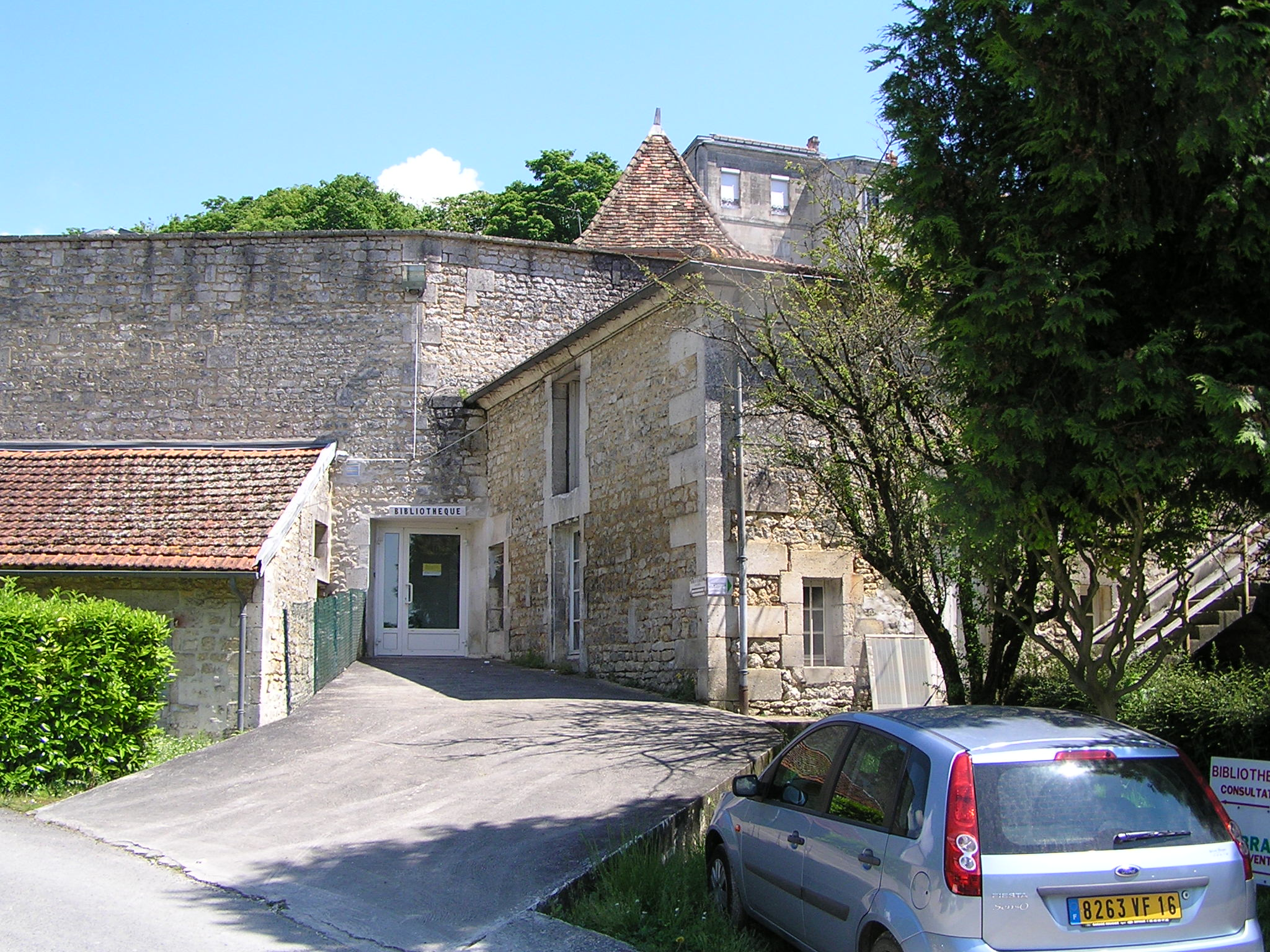
Bibliothèque et toit du pigeonnier.